# 무함마드 지아울하크
무함마드 지아울하크(우르두어: محمد ضیاء الحق, 영어: Muhammad Zia-ul-Haq, 1924년 8월 12일~1988년 8월 17일)는 파키스탄의 4성 장군이자 독재자로 1977년 쿠데타와 계엄령 선포에 이어 파키스탄의 제6대 대통령이 되었다. 지아울하크는 1988년 비행기 사고로 사망할 때까지 공직에 있었다. 그는 파키스탄에서 가장 오랫동안 사실상의 국가 원수이자 육군 참모총장으로 남아 있다.
델리의 세인트 스테판 칼리지에서 교육을 받은 지아울하크는 1943년 5월 12일, 영국령 인도 육군 장교로서 장교 훈련 학교(OTS) 므호우를 졸업한 후 1947년 파키스탄으로 선택하기 전에 버마와 말레이반도에서 일본군에 대항하여 싸웠다. 그는 1965년 인도-파키스탄 전쟁에서 탱크 지휘관으로 싸웠다. 1970년, 그는 요르단으로 군사 훈련 임무를 이끌었고, 후세인 1세에 대항하는 검은 9월 반란을 물리치는 데 중요한 역할을 했다. 1976년 줄피카르 알리 부토 총리는 지아울하크를 육군참모총장으로 임명하고 그에게 힐랄-이-임티아즈 메달을 수여했다.
시민 혼란에 이어 지아울하크는 군사 쿠데타에서 부토를 폐위시키고 1977년 7월 5일, 계엄령을 선포했다. 부토는 논란의 여지가 있는 대법원에 의해 재판을 받았고 정치적 반대자인 나와브 무함마드 아흐메드 칸 카수리의 살인을 승인한 것으로 알려진 이유로 2년도 채 되지 않아 처형되었다. 1978년 대통령에 취임한 지아울하크는 소련-아프가니스탄 전쟁에서 중요한 역할을 했다. 미국과 사우디아라비아의 지원을 받아, 지아울하크는 1980년대 내내 소련의 점령에 맞서 아프가니스탄 무자헤딘을 조직적으로 조정했다. 이것은 1989년 소련의 철수로 절정에 달했지만, 헤로인과 무기를 가지고 파키스탄의 국경 지방으로 수백만 명의 난민들의 확산으로 이어졌다.
국제적으로 지아울하크는 중국 및 미국과의 관계를 강화하고 이슬람 세계에서 파키스탄의 역할을 강조하는 한편, 인도와의 관계는 시아첸 분쟁과 파키스탄이 칼리스탄 운동을 돕고 있다는 비난 속에서 악화되었다. 국내적으로 지아울하크는 파키스탄 이슬람화의 일환으로 광범위한 법률을 통과시켰고, 시민의 자유를 제한했으며, 언론 검열을 강화했다. 그는 또한 파키스탄의 원폭 프로젝트를 확대하고 산업화와 규제 완화를 도입하여 파키스탄 경제가 남아시아에서 가장 빠르게 성장하는 데 도움을 주었고, 파키스탄 역사상 가장 높은 GDP 성장률을 감독했다. 1985년 계엄령을 해제하고 무당파 선거를 치른 후, 지아울하크는 무함마드 칸 준조를 총리로 임명했지만 헌법 수정 제8조를 통해 더 많은 대통령 권한을 축적했다. 1988년 지아울하크의 바람에 반해 준조가 제네바 협약에 서명하고 오지리 수용소 참사에 대한 조사를 요구한 후, 지아울하크는 준조의 정부를 해임하고 1988년 11월, 새로운 선거를 발표했다. 무함마드 지아울하크는 1988년 8월 17일 바하왈푸르 근처에서 의문의 비행기 추락 사고로 그의 고위 군 관계자 몇 명과 두 명의 미국 외교관과 함께 사망했다.
오늘날까지도 지아울하크는 파키스탄 역사에서 양극화된 인물로 남아 있으며, 경제적 번영뿐만 아니라 이 지역에 대한 소련의 광범위한 침입을 방지한 공로를 인정받았지만 민주주의 제도를 약화시키고 종교적 편협성을 장려하는 법을 통과시키며 관리 유동 정책으로 루피를 평가절하했다고 비난했다. 그는 또한 총리로 세 번 선출될 나와즈 샤리프의 초기 정치 경력을 홍보한 것으로 인용되었다.
지아울하크는 소련의 파키스탄 침공을 막아낸 공로를 인정받고 있다. 1980년대 소련에 대항하여 지아울하크와 함께 일했던 전 사우디아라비아 정보국 수장 투르키 빈 파이살 알 사우드 왕자는 다음과 같은 말로 지아울하크를 묘사했다. "그는 특히 소련의 침공 이후 지리적 전략적 마인드를 가진 매우 꾸준하고 똑똑한 사람이었습니다. 그는 소련의 파키스탄 침공을 막는 데 매우 헌신적이었습니다."

## 어린 시절 및 가족
무함마드 지아울하크는 1924년 8월 12일, 영국령 인도 펀자브주 잘란다르의 펀자브인 가문에서 태어났다. 지아울하크는 1947년 인도가 영국 식민 통치로부터 독립하기 전 델리와 심라에서 인도 육군 GHQ 사령부의 행정 군단에서 일한 무함마드 아크바르 알리의 둘째 아이였다. 지아울하크의 아버지는 그의 신앙심으로 유명했고, 그의 일곱 아이들이 매일 아침 기도를 드리고 쿠란을 배울 것을 주장했다. 공무원에서 아버지의 역할 때문에, 지아는 여름 동안 아크바르 알리가 영국 행정부를 따라 북쪽으로 가는 동안 심라와 잘란다르의 언덕 역 사이에서 어린 시절을 보냈다.
심라에서 초기 교육을 마친 후, 지아울하크는 성공회 선교 학교인 델리의 명문 세인트 스테판 대학교에서 역사학 학사 학위를 받았고, 1943년에 우수하게 졸업했다. 그는 데라둔에 있는 인도 육군사관학교에 입학하여 1945년 5월 인도 독립 전에 마지막으로 임관한 장교 그룹 중에서 졸업했다. 1947년 가족이 난민촌에 있을 때 지아울하크 선장은 우타르프라데시주의 기갑군단 훈련센터인 바비나를 떠나는 난민들의 마지막 열차 호위 장교였는데, 7일이 걸린 힘든 여정이었는데, 이 기간 동안 분할의 여파로 집단 폭력이 발생하면서 승객들은 끊임없는 비난을 받았다.

## 병역
1943년 5월 12일, 인도 기병대에서 영국령 인도 육군에 임관했고, 제2차 세계 대전에서 일본군과 싸웠다. 1947년 인도 분할에 따라 파키스탄이 수립된 후, 지아울하크는 인도 기병 변경 부대 연대의 소령으로 새로 구성된 파키스탄 육군에 입대했다. 그는 또한 13번 연대와 6번 연대에서도 복무했다. 1962년부터 1964년까지 캔자스주 포트레이븐워스에 있는 미국 육군 사령부와 일반 참모 대학교에서 훈련을 받았다. 그 후, 그는 퀘타에 있는 명령 및 참모 대학의 지휘 참모(DS)를 맡기 위해 돌아왔다. 1965년 인도-파키스탄 전쟁 동안 지아는 101 보병 여단의 준장이었다고 한다.

## 군사 쿠데타
줄피카르 알리 부토 총리는 자신의 임기가 진행됨에 따라 상당한 비판과 증가하는 인기에 직면하기 시작했고, 이전에 부토와 동맹을 맺었던 민주 사회주의자의 동맹은 시간이 지남에 따라 줄어들기 시작했다. 처음에는 야당인 압둘 왈리 칸과 역시 사회주의 정당인 그의 야당인 국민 아와미당(NAP)의 지도자를 목표로 했다. 양당의 이념적 유사성에도 불구하고 국회 안팎의 이기주의 충돌은 갈수록 치열해지고 있고, 연방정부가 분리주의 활동 혐의로 발루치스탄주의 NAP 주정부를 축출하기로 결정한 것을 시작으로, 페샤와르의 국경 마을에서 폭탄 폭발로 부토 전 총리의 측근인 하야트 셰르파오가 사망한 후 당을 금지하고 지도부의 상당 부분을 체포하는 것으로 절정에 달했다.

## 독재 정권 (1977년~1988년)
대부분의 부토 정부의 해임에 불구하고 파잘 일라히 초드리 대통령은 지도자로서 계속 재임하는 데 설득되었다. 1978년 9월 16일, 파키스탄 대통령직을 사임하고 대통령직을 승계했다.

### 경제 정책
일반적으로 지아울하크는 이슬람화를 제외하고 경제 발전과 정책에 상당히 낮은 우선순위를 부여했으며, 굴람 이스하크 칸, 아프타브 카지, 바셈 자프리와 같은 기술 관료들에게 그 관리를 위임했다. 그러나 1977년과 1986년 사이에 파키스탄은 정부 정책보다는 해외 노동자들의 송금 덕분에 당시 세계에서 가장 높은 연평균 6.8%의 성장을 경험했다. 지아울하크 정부의 첫 해는 파키스탄 국내총생산(GDP)의 10%, 경상수지의 45%, 총 외환수익의 40%를 차지하는, 1980년대 대부분의 연간 총 32억 달러에 달하는 송금의 극적인 증가와 동시에 일어났다.
지아울하크 장군이 줄피카르 알리 부토 총리에 대항하여 쿠데타를 시작했을 때, 국유화 프로그램의 경제 순환 과정은 완료되었다. 사회주의 지향과 국유화 프로그램은 서서히 역전되었고, 국유화된 산업에서 권위주의를 지시하기 위해 기업화의 아이디어는 대통령 지아울하크에 의해 크게 지지되었다. 그의 잘 알려진 초기 계획들 중 하나는 무이자 경제 순환을 특징으로 하는 국가 경제를 이슬람화하는 것을 목표로 했다. 지아울하크는 산업 민영화를 위한 어떠한 조치도 취하지 않았으며, 오직 세 개의 제철소 산업만이 이전 소유주에게 반환되었다.
1987년 말까지, 재무부는 점진적인 민영화와 경제 자유화를 참여시키는 과정을 연구하기 시작했다.

## 사망
1988년 8월 17일, 지아울하크는 비행기 사고로 사망했다. 지아는 바하왈푸르에서 미군 M1 에이브럼스 전차의 시연을 목격한 후 C-130B 허큘리스 항공기를 타고 펀자브주에 있는 도시를 떠났다. 이 항공기는 바하왈푸르 공항을 출발해 이슬라마바드 국제공항에 도착할 예정이었다. 순조로운 이륙 직후 관제탑은 항공기와 연락이 끊겼다. 이후 공중에서 비행기를 본 목격자들은 비행기가 비정상적으로 비행하다가 급강하하여 충돌시 폭발했다고 주장했다. 지아울하크 외에도 아흐타르 압두르 라만 합참의장, 지아울하크의 측근인 시디크 살릭 준장, 아놀드 루이스 라펠 파키스탄 주재 미국 대사, 허버트 M. 와섬 파키스탄 주재 미군지원단장 등 31명이 비행기 추락사고로 숨졌다. 굴람 이샤크 칸 상원의장은 라디오와 TV를 통해 지아울하크의 죽음을 발표했다. 그의 죽음을 둘러싼 상황은 많은 음모론을 낳았다. 이 사건의 배후에는 미국, 인도, 소련(아프가니스탄의 무자헤딘을 파키스탄이 지원한 것에 대한 보복으로) 또는 그들과 지아울하크의 군 내부 단체들의 동맹이 있었을 것이라는 추측이 있다.
그 충돌 사고를 조사하기 위해 조사 위원회가 설치되었다. 그것은 "충돌의 가장 가능성 있는 원인은 항공기 내에서 자행된 파괴 행위였다"고 결론지었다. 그것은 또한 승객과 승무원을 무력화시키는 유독 가스가 방출되었다고 제안했는데, 왜 메이데이 신호가 주어지지 않았는지 설명해 줄 것이다. 수사 내용과 관련된 다른 사실들에 대한 추측도 있었다. 비행기록장치(블랙박스)는 이전의 C-130 항공기가 설치되어 있었음에도 불구하고 추락 후에 위치가 파악되지 않았다.
이번 사건의 유력한 용의자로 지목되는 마흐무드 알리 두라니 소장은 지아울하크 대통령의 시위 현장 방문을 "매우 고집"했다는 이유로 파키스탄 내 많은 인사들과 존 군터 딘 당시 인도 주재 미국 대사로부터도 의심을 받았다. 그는 나중에 이스라엘과 인도가 지아울하크의 비행기 추락에 관여했다는 보도는 추측일 뿐이라고 주장했다.

## 같이 보기
- 파키스탄의 정치
- 파키스탄의 대통령 목록
- 군사독재